# Lirularia
Lirularia is een geslacht van weekdieren uit de klasse van de Gastropoda (slakken).

## Soorten
- Lirularia acuticostata (Carpenter, 1864)
- Lirularia antoniae Rubio & Rolán, 1997
- Lirularia bicostata (J. H. McLean, 1964)
- Lirularia canaliculata (E. A. Smith, 1872)
- Lirularia dereimsi (Dollfus, 1911)
- Lirularia discors J. H. McLean, 1984
- Lirularia iridescens (Schrenck, 1863)
- Lirularia lirulata (Carpenter, 1864)
- Lirularia monodi (Fischer-Piette & Nicklès, 1946)
- Lirularia optabilis (Carpenter, 1864)
- Lirularia parcipicta (Carpenter, 1864)
- Lirularia pygmaea (Yokoyama, 1922)
- Lirularia redimita (Gould, 1861)
- Lirularia succincta (Carpenter, 1864)
- Lirularia yamadana (E. A. Smith, 1875)